# Boris Kochno
Boris Jewgienjewicz Kochno (ur. 16 stycznia 1904, zm. 8 grudnia 1990) – rosyjski poeta, tancerz, librecista.

## Życiorys
W 1917 r., uciekając z matką z ogarniętej rewolucją Moskwy (pochodził ze szlacheckiej rodziny), zatrzymał się w Jelizawetgradzie. Tam poznał go Karol Szymanowski, który dedykował mu kilka swoich wierszy. Podarował mu także rosyjski przekład jednego z rozdziałów swej powieści Efebos (maszynopis całości spłonął prawdopodobnie. we wrześniu 1939 – przekład rozdziału „Uczta”, ofiarowany Kochno pozostał jednym z nielicznych ocalałych jej fragmentów). Spotkanie z Szymanowskim zdecydowało o wyborze drogi życiowej Borisa Kochno, rozbudzając jego zainteresowanie muzyką i poezją.
Od 1921 r. był bliskim współpracownikiem i kochankiem Siergieja Diagilewa w Paryżu (m.in. jako autor librett do baletów Mavra (1921), Fâcheux (1924), La Chatte (1927) oraz Fils prodigue (1929). Jego związek z Diagilewem miał przekreślić plany ew. skomponowania przez Szymanowskiego utworu dla Baletów Rosyjskich.
Po śmierci Diagilewa prowadził balet w Monte Carlo, po II wojnie światowej – Ballets des Champs-Élysées.